# Wiktoryja Kiebikawa
Wiktoryja Wasiljeuna Kiebikawa (biał. Вікторыя Васільеўна Кебікава; ur. 1 września 1985 r. w Homlu) – białoruska bokserka, brązowa medalistka mistrzostw świata, srebrna medalistka mistrzostw Europy. Występowała w kategoriach od 75 do 81 kg.

## Kariera
Boks zaczęła uprawiać w 2005 roku.
Na mistrzostwach Europy w Sofii w 2014 roku zdobyła brązowy medal w kategorii do 81 kg. W ćwierćfinale wygrała z Rosjanką Lubow Jusupową. W półfinale przegrała z Węgierką Petrą Szatmári.
Dwa lata później ponownie zdobyła brązowy medal mistrzostw Europy w bułgarskiej stolicy. Po zwycięstwie w ćwierćfinale z Niemką Iriną Schönberger przegrała w walce o finał z Mariją Urakową z Rosji. Podczas listopadowych mistrzostw świata zdobyła brązowy medal. W ćwierćfinale wygrała z Farizą Szołtaj z Kazachstanu. Zawody skończyła, po porażce w półfinale z Kolumbijką Jessicą Sinisterrą.
W sierpniu 2019 roku na mistrzostwach Europy w Alcobendas zdobyła srebrny, przegrywając decydującą walkę z Turczynką Elif Güneri.